# Hermann Pook
Hermann Pook (né le 1er mai 1901 à Berlin et mort en 1983) est un SS-Obersturmbannführer allemand (1942/43) et le dentiste en chef des Camps de concentration nazis. Outre les soins dentaires qu'il prodigue à la SS, il est chargé d'organiser la récupération des dents en or des déportés assassinés. Il est condamné à 10 ans de prison en 1947 pour crime contre l'humanité, et est gracié 5 ans plus tard.

## Biographie
Pook a terminé ses études au lycée en 1921 avec l'Abitur. Il étudie ensuite la dentisterie à l'Université de Berlin jusqu'en 1925 et obtient son doctorat en médecine dentaire en 1927. Entre 1925 et 1940, Pook exerce comme dentiste à Berlin-Lichterfelde.
Le 1er mai 1933, il adhère au NSDAP (numéro d'adhérent 2 645 140) et entre le 1er juin 1933 à la SS (numéro SS 155 870). Début octobre 1940, Pook rejoint la Waffen-SS, et début décembre 1940, il devient dentiste au bureau médical SS. Du 1er avril 1942 au 1er février 1943, il est employé à l'« Institut dentaire de la Waffen-SS » puis comme dentiste dans la 9e division blindée SS « Hohenstaufen ». De septembre 1943 jusqu'à la fin de la Seconde Guerre mondiale en mai 1945, Pook est affecté à l'Amt D III du SSHA et devient le dentiste supérieur de tous les dentistes des camps de concentration, dont Willy Frank et Willi Schatz, accusés lors du procès d'Auschwitz. Hermann Pook organise la récupération des dents en or des personnes assassinées dans les camps.

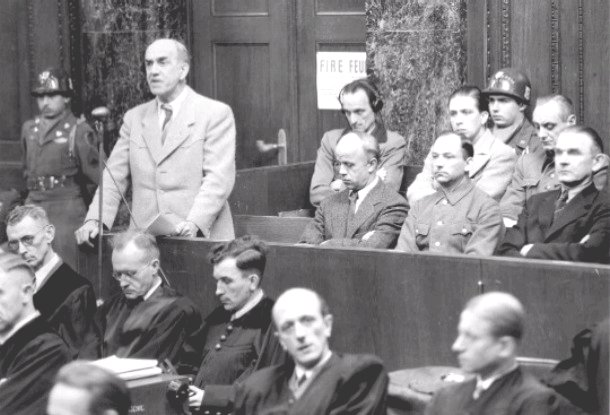
Discours de clôture des accusés le 22 septembre 1947, avec Oswald Pohl au micro. Hermann Pook est au dernier rang à droite.

Après son arrestation, Pook fut condamné à dix ans de prison pour crime contre l'humanité, crime de guerre et appartenance à une organisation criminelle par un tribunal militaire américain le 3 novembre 1947, lors des procès des cours militaires de Nuremberg, qui ont eu lieu après le procès de Nuremberg. Il fut gracié et libéré de la prison de Landsberg le 1er février 1951. Werner Gruenuss, dentiste SS à Buchenwald, déclare en 1947 :  

« Je me souviens d’une visite du Dr Pook, le dentiste en chef de tous les camps de
concentration, qui était venu de Berlin pour inspecter les installations dentaires au SIII et qui m’avait déclaré que les soins étaient effectués ici de manière beaucoup trop humaine, qu’il fallait se débrouiller sans anesthésie et que les soins dentaires devaient être réalisés sans pitié.[...] Tous les efforts que je tentais afin de faire bénéficier les détenus d’une assistance dentaire ont été qualifiés par lui, de ridicules, et il a ordonné qu’il ne soit fait que ce qui relevait de l’extrême urgence,
ce qui signifiait qu’il fallait seulement extraire les dents et ne faire aucun autre soin. »

Pook a ensuite exercé comme dentiste à Hemmingstedt. Il est interrogé comme témoin lors du procès de Robert Mulka et sa déclaration fut lue le 19 novembre 1964.